# Luigi Augusto di Anhalt-Köthen
Luigi Augusto Federico Emilio di Anhalt-Köthen (Köthen, 20 settembre 1802 – Köthen, 16 dicembre 1818) fu sovrano dell'Anhalt-Köthen, appartenente alla casata degli Ascanidi.

## Biografia

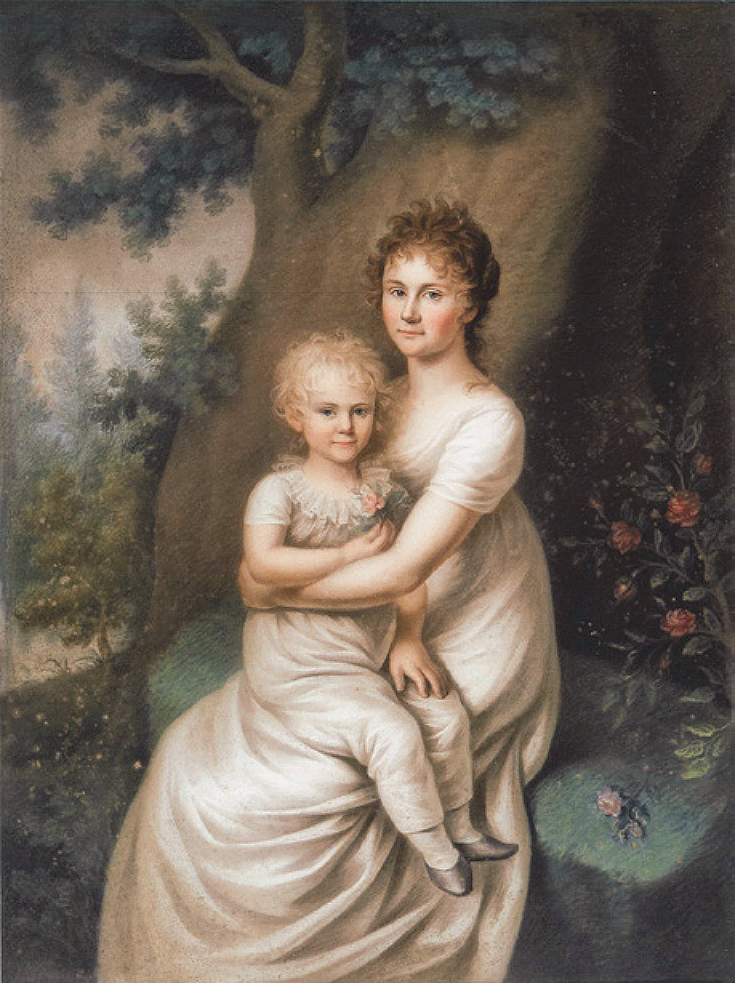
Luisa d'Assia e Principe Luigi Augusto de Anhalt-Köthen (1805).

Il duca Luigi Augusto era figlio del principe Luigi di Anhalt-Köthen (1778 - 1802). Suo padre era il fratello del principe (dal 1806 duca) Augusto Cristiano di Anhalt-Köthen e sua madre Luisa d'Assia era la figlia del granduca d'Assia e del Reno Luigi I d'Assia. La morte di Cristiano Augusto nel 1812 consentì a Luigi Augusto di succedergli, pur trovandosi formalmente sottoposto all'autorità del cugino, il principe Leopoldo III di Anhalt-Dessau, e malgrado la salute inferma del bambino.
Luigi Augusto morì a soli sedici anni e senza eredi nel 1818, venendo sepolto presso la St.-Jakobs-Kirche di Köthen. Secondo le leggi dinastiche, gli succedette un suo cugino, il principe Federico Ferdinando appartenente alla linea collaterale degli Anhalt-Köthen-Pless.

## Ascendenza
|                                                       |                                    |                                                            | Genitori                                                                  |  |  | Nonni |  |  | Bisnonni                           |  |  | Trisnonni                              |  |
|                                                       |                                    |                                                            |                                                                           |  |  |       |  |  | 8. August Ludwig von Anhalt-Köthen |  |  | 16. Emanuel Lebrecht von Anhalt-Köthen |  |
|                                                       |                                    |                                                            |                                                                           |  |  |       |  |  | 8. August Ludwig von Anhalt-Köthen |  |  | 16. Emanuel Lebrecht von Anhalt-Köthen |  |
|                                                       |                                    | 17. Gisela Agnes von Rath                                  |                                                                           |  |  |       |  |  | 8. August Ludwig von Anhalt-Köthen |  |  |                                        |  |
| 4. Karl Georg Lebrecht von Anhalt-Köthen              |                                    |                                                            |                                                                           |  |  |       |  |  | 8. August Ludwig von Anhalt-Köthen |  |  |                                        |  |
|                                                       |                                    | 9. Emilie von Promnitz                                     | 18. Erdmann II von Promnitz                                               |  |  |       |  |  |                                    |  |  |                                        |  |
|                                                       |                                    | 9. Emilie von Promnitz                                     | 18. Erdmann II von Promnitz                                               |  |  |       |  |  |                                    |  |  |                                        |  |
|                                                       |                                    | 9. Emilie von Promnitz                                     | 19. Anna Maria von Sachsen-Weißenfels                                     |  |  |       |  |  |                                    |  |  |                                        |  |
| 2. Ludwig I von Anhalt-Köthen                         |                                    | 9. Emilie von Promnitz                                     |                                                                           |  |  |       |  |  |                                    |  |  |                                        |  |
|                                                       |                                    | 10. Friedrich von Schleswig-Holstein-Sonderburg-Glücksburg | 20. Philipp Ernst von Schleswig-Holstein-Sonderburg-Glücksburg            |  |  |       |  |  |                                    |  |  |                                        |  |
|                                                       |                                    | 10. Friedrich von Schleswig-Holstein-Sonderburg-Glücksburg | 20. Philipp Ernst von Schleswig-Holstein-Sonderburg-Glücksburg            |  |  |       |  |  |                                    |  |  |                                        |  |
|                                                       |                                    | 10. Friedrich von Schleswig-Holstein-Sonderburg-Glücksburg | 21. Christiane von Sachsen-Eisenberg                                      |  |  |       |  |  |                                    |  |  |                                        |  |
| 5. Luise von Schleswig-Holstein-Sonderburg-Glücksburg |                                    | 10. Friedrich von Schleswig-Holstein-Sonderburg-Glücksburg |                                                                           |  |  |       |  |  |                                    |  |  |                                        |  |
|                                                       |                                    | 11. Henriette Auguste zu Lippe-Detmold                     | 22. Simon Henrich Adolph zur Lippe-Detmold                                |  |  |       |  |  |                                    |  |  |                                        |  |
|                                                       |                                    | 11. Henriette Auguste zu Lippe-Detmold                     | 22. Simon Henrich Adolph zur Lippe-Detmold                                |  |  |       |  |  |                                    |  |  |                                        |  |
|                                                       |                                    | 11. Henriette Auguste zu Lippe-Detmold                     | 23. Johannette Wilhelmine von Nassau-Idstein                              |  |  |       |  |  |                                    |  |  |                                        |  |
| 1. Ludwig II von Anhalt-Köthen                        |                                    | 11. Henriette Auguste zu Lippe-Detmold                     |                                                                           |  |  |       |  |  |                                    |  |  |                                        |  |
|                                                       | 12. Ludwig IX von Hessen-Darmstadt | 24. Ludwig VIII von Hessen-Darmstadt                       |                                                                           |  |  |       |  |  |                                    |  |  |                                        |  |
|                                                       | 12. Ludwig IX von Hessen-Darmstadt | 24. Ludwig VIII von Hessen-Darmstadt                       |                                                                           |  |  |       |  |  |                                    |  |  |                                        |  |
|                                                       | 12. Ludwig IX von Hessen-Darmstadt | 25. Charlotte von Hanau-Lichtenberg                        |                                                                           |  |  |       |  |  |                                    |  |  |                                        |  |
| 6. Ludwig I von Hessen                                | 12. Ludwig IX von Hessen-Darmstadt |                                                            |                                                                           |  |  |       |  |  |                                    |  |  |                                        |  |
|                                                       |                                    | 13. Karoline von Pfalz-Zweibrücken                         | 26. Christian III von Pfalz-Zweibrücken                                   |  |  |       |  |  |                                    |  |  |                                        |  |
|                                                       |                                    | 13. Karoline von Pfalz-Zweibrücken                         | 26. Christian III von Pfalz-Zweibrücken                                   |  |  |       |  |  |                                    |  |  |                                        |  |
|                                                       |                                    | 13. Karoline von Pfalz-Zweibrücken                         | 27. Karoline von Nassau-Saarbrücken                                       |  |  |       |  |  |                                    |  |  |                                        |  |
| 3. Louise von Hessen                                  |                                    | 13. Karoline von Pfalz-Zweibrücken                         |                                                                           |  |  |       |  |  |                                    |  |  |                                        |  |
|                                                       |                                    | 14. Georg Wilhelm von Hessen-Darmstadt                     | 28. Ludwig VIII von Hessen-Darmstadt (= 24)                               |  |  |       |  |  |                                    |  |  |                                        |  |
|                                                       |                                    | 14. Georg Wilhelm von Hessen-Darmstadt                     | 28. Ludwig VIII von Hessen-Darmstadt (= 24)                               |  |  |       |  |  |                                    |  |  |                                        |  |
|                                                       |                                    | 14. Georg Wilhelm von Hessen-Darmstadt                     | 29. Charlotte von Hanau-Lichtenberg (= 25)                                |  |  |       |  |  |                                    |  |  |                                        |  |
| 7. Luise von Hessen-Darmstadt                         |                                    | 14. Georg Wilhelm von Hessen-Darmstadt                     |                                                                           |  |  |       |  |  |                                    |  |  |                                        |  |
|                                                       |                                    | 15. Maria Luise Albertine zu Leiningen-Dagsburg-Falkenburg | 30. Christian Carl Reinhard von Leiningen-Dachsburg-Falkenburg-Heidesheim |  |  |       |  |  |                                    |  |  |                                        |  |
|                                                       |                                    | 15. Maria Luise Albertine zu Leiningen-Dagsburg-Falkenburg | 30. Christian Carl Reinhard von Leiningen-Dachsburg-Falkenburg-Heidesheim |  |  |       |  |  |                                    |  |  |                                        |  |
|                                                       |                                    | 15. Maria Luise Albertine zu Leiningen-Dagsburg-Falkenburg | 31. Katharina Polyxena zu Solms-Rödelheim                                 |  |  |       |  |  |                                    |  |  |                                        |  |
|                                                       |                                    | 15. Maria Luise Albertine zu Leiningen-Dagsburg-Falkenburg |                                                                           |  |  |       |  |  |                                    |  |  |                                        |  |